# Феллер, Мануэль
Мануэль Феллер (нем. Manuel Feller; 13 октября 1992, Фибербрунн) — австрийский горнолыжник. Серебряный призёр зимних Олимпийских игр 2018 года в командном первенстве, призёр чемпионата мира. Специализируется в технических видах.

## Карьера

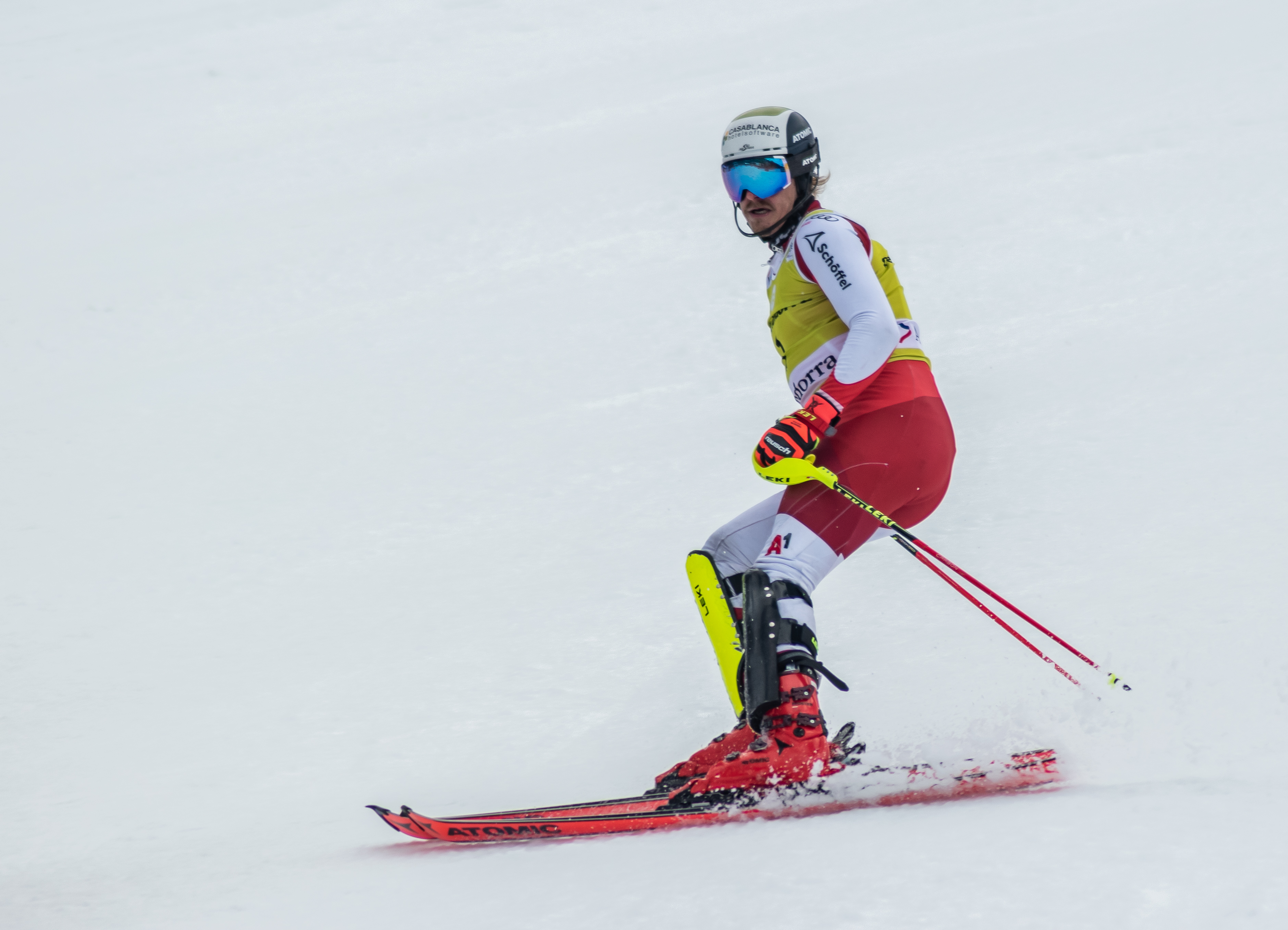
Феллер в 2023 году

Мануэль Феллер начал заниматься горнолыжным спортом в знаменитой лыжной школе в городе Штамс. В 2007 году дебютировал на международной арене в стартах под эгидой FIS. В 2010 году вошёл в состав третьей австрийской команды и стал регулярно выступать на этапах Кубка Европы. 
11 ноября 2012 года дебютировал на Кубке мира в финском Леви, где занял 40-е место в первой слаломной попытке и не пробился во второй спуск. На втором в карьере старте в Валь-д’Изере набрал первые очки, став 23-м. В начале 2013 года на чемпионате мира среди юниоров завоевал золотую медаль в слаломе. Тогда же впервые пробился в десятку лучших на этапе Кубка мира, став в московском параллельном слаломе девятым.
В 2014 году несмотря на восьмое место на престижном этапе в Китцбюэле Феллер не попал в состав сборной Австрии на Игры в Сочи. Сезон 2014/15 австриец пропустил из-за травмы, полученной уже на втором этапе.
В 2017 году Феллер дебютировал на чемпионате мира. В соревновании слаломистов он был лишь седьмым после первой попытки, но во втором спуске показал четвёртое время, что позволило ему по сумме двух попыток подняться на второе место с отставанием 0,68 с от соотечественника Марселя Хиршера.
В олимпийском сезоне 2017/18 австриец впервые в карьере поднялся на подиум этапа Кубка мира, став вторым в гигантском слаломе в Гармиш-Партенкирхене, на последнем техническом этапе перед Олимпиадой. В Пхёнчхане Феллер выступал в трёх видах программы. В гигантском слаломе он сошел уже на первой попытке, а в слаломе показал только 15-й результат. В командном турнире австрийская сборная завоевала серебряные медали. 
На чемпионате мира 2023 года в Куршевеле Феллер лидировал в слаломе после первой попытки, но во второй показал только 21-е время и по сумме занял 7-е место.
В сезоне 2023/24 уже к середине января выиграл три этапа Кубка мира в слаломе, тогда как за всю карьеру до этого у Феллера было только две победы. 25 февраля 2024 года выиграл слалом в Палисадес Тахо. По итогам сезона выиграл малый Хрустальный глобус в зачёте слалома, а также занял высшее в карьере третье место в общем зачёте Кубка мира, уступив швейцарцам Марок Одерматту и Лоику Мейяру.

## Результаты на крупнейших соревнованиях

### Зимние Олимпийские игры
| Олимпийские игры | Скоростной спуск | Супергигант | Гигантский слалом | Слалом | Комбинация | Команды |
| ---------------- | ---------------- | ----------- | ----------------- | ------ | ---------- | ------- |
| 2018 Пхёнчхан    | —                | —           | DSQ1              | 15     | —          | 2       |
| 2022 Пекин       | —                | —           | DNF2              | DNF1   | —          | —       |

### Победы на этапах Кубка мира (6)
| № | Сезон   | Дата        | Место          | Дисциплина |
| - | ------- | ----------- | -------------- | ---------- |
| 1 | 2020/21 | 16 янв 2021 | Флахау         | Слалом     |
| 2 | 2020/21 | 21 мар 2021 | Ленцерхайде    | Слалом (2) |
| 3 | 2023/24 | 18 ноя 2023 | Обергургль     | Слалом (3) |
| 4 | 2023/24 | 7 янв 2024  | Адельбоден     | Слалом (4) |
| 5 | 2023/24 | 14 янв 2024 | Венген         | Слалом (5) |
| 6 | 2023/24 | 25 фев 2024 | Палисадес Тахо | Слалом (6) |